# Gretzenbach
Gretzenbach är en ort och kommun i distriktet Olten i kantonen Solothurn, Schweiz. Kommunen har 2 800 invånare (2023).